# Ауреа
Ауреа (порт. Áurea) — муніципалітет в Бразилії, входить до складу штату Ріу-Гранді-ду-Сул.
Складова частина мезорегіону Північний Захід штату Ріу-Гранді-ду-Сул. Входить в економіко-статистичний мікрорегіон Ерешин.
Місто засноване 24 листопада 1987 року.

## Населення і площа
Населення становить 3665 осіб на 2010 рік.
Займає площу 158,291 км². Щільність населення — 23,5 осіб/км².

## Статистика
- Валовий внутрішній продукт на 2003 становить 46.576.771,00 реалів (дані: Бразильський інститут географії і статистики).
- Валовий внутрішній продукт на душу населення на 2003 становить 12.260,27 реалів (дані: Бразильський інститут географії і статистики).
- Індекс людського розвитку на 2000 становить 0,742 (дані: Програма розвитку ООН).